# Papalotla, Cuautempan
Papalotla är en ort i Mexiko.   Den ligger i kommunen Cuautempan och delstaten Puebla, i den sydöstra delen av landet, 150 km öster om huvudstaden Mexico City. Papalotla ligger 1 706 meter över havet och antalet invånare är 385.
Terrängen runt Papalotla är varierad, och sluttar norrut. Runt Papalotla är det ganska tätbefolkat, med 70 invånare per kvadratkilometer. Närmaste större samhälle är Zacatlán, 17,0 km väster om Papalotla. I omgivningarna runt Papalotla växer i huvudsak blandskog.